# 島唄 (THE BOOM)
「島唄」（しまうた）は、日本のロックバンド・THE BOOMの楽曲である。

## 経緯
THE BOOMは1992年1月22日発売のアルバム「思春期」で三線や琉球音階など沖縄音楽の要素を取り入れた「島唄」を発表。
またその年の12月12日には沖縄の方言（ウチナーグチ）で歌われた「島唄（ウチナーグチ・ヴァージョン）」を沖縄県限定でリリース、瑞穂酒造の泡盛「琉球泡盛 Xi(クロッシー)」のテレビコマーシャルソングに起用され（このCMも沖縄県限定）、沖縄だけで1万枚を超える売り上げを記録した（後に全国発売され、50万枚近くを売り上げている）。
一方、標準語で歌われた「オリジナル・ヴァージョン」のシングル全国発売の要望も高かったが、もともとその予定はなかったようである。THE BOOMのボーカルで「島唄」の作詞・作曲を担当した宮沢和史も当時の沖縄ブームに便乗したシングルリリースには否定的であったが、いろいろな人に意見を聞いた結果、「オリジナル・ヴァージョン」をシングル発売することにした。特に喜納昌吉から贈られた「（『島唄』を単なる沖縄音楽の真似事、と批判する者もあるが）音楽において、『魂』までコピーすれば、それはもうコピーなんかじゃないんだ」という言葉に背中を押された、と宮沢はTV番組でコメントしている。
こうして1993年6月21日、「島唄（オリジナル・ヴァージョン）」が全国発売となり、150万枚以上を売り上げる大ヒットとなった。その年にTHE BOOMは大晦日の紅白歌合戦に出場、「レコード大賞」でも「ベストソング賞」を受賞した。また、アルゼンチンでアルフレッド・カセーロが日本語のままカバーした「SHIMAUTA」が2001年に地元で大ヒットし、サッカーの2002年日韓ワールドカップ・アルゼンチン代表チームの応援曲に起用された。その影響もあり2002年、THE BOOMの「島唄」とアルフレッド・カセーロの「SHIMAUTA」を収録した「島唄 Shima Uta」が改めてリリースされ、10万枚を売り上げるリバイバル・ヒットとなった（オリコン最高10位）。その年の紅白歌合戦にも「アルフレド・カセーロ&THE BOOM」名義で出場し、「島唄」を歌っている。又日本の高校野球では、地元・沖縄県勢が選抜高等学校野球大会または全国高等学校野球選手権大会出場時に、攻撃の応援歌としてよく使用されている。
この歌について宮沢和史は1996年にねじめ正一とのテレビ対談において「坂本九の『上を向いて歩こう』のような歌を作りたかった」と述べている。
BEGINの比嘉栄昇はTHE BOOMの「島唄」について、「BOOMさんの『島唄』は画期的だった。それまでは沖縄のミュージシャンは本土でどう歌えばよいか分からず、本土のミュージシャンも沖縄で歌うのは遠慮があった。その橋渡しをポンとしてくれたのがBOOMさんの『島唄』です。ありがたかった」と述べている。
当初沖縄では（主に沖縄民謡に関わっていた人たちに）「沖縄の人間でない人間が沖縄民謡の真似事をするなんてとんでもない」「本当に（沖縄音楽を）やりたいのなら沖縄に住め。そうすればあなたの子供ができるだろう」と痛烈に批判されTHE BOOMはショックを受けていたが、比嘉栄昇のエールを受けて非常に感謝した事を語っている。また、沖縄民謡協会でも20周年を受けて「最初はムカついたが、今は感謝している」とコメントしている。
島唄歌手が用いる歌唱法で歌われ、通常の宮沢の歌唱とは異なる。

## 歌詞
島唄の歌詞は表面上は男女の別れを歌ったラブソングであるが、実際は沖縄戦での悲劇と平和への希望が唄われている。これは、当時宮沢には「戦争のことをそのまま歌っても聴いてくれないだろう」との考えがあったためである。歌詞は読谷村に米軍の艦船が押し寄せ艦砲射撃の「嵐」が降り注ぐ光景から始まり、「ウージの森（サトウキビ畑）」で出会った幼馴染の男女が、「ウージの下（サトウキビ畑の下にあり、地下壕として使われたガマと呼ばれる洞窟）」で永遠の別れ（自決）をする。そして「二度と戦争が起きることなく、この島に永遠の平和が来るように」との願いで歌は締めくくられる。
宮沢は1991年に沖縄県の「ひめゆり平和祈念資料館」を初めて訪れ、ひめゆり学徒隊に入っていたという老婆に出会い、想像を絶する沖縄の戦争時の悲劇を聞いたのが制作のきっかけだったという。資料館はガマ（自然洞窟）の中にあるような造りであり、老婆は洞窟での集団自決のことや、捕虜になることを恐れた肉親同士が互いに殺し合うことなどを語ったという。そのインタビューの内容は「宮沢和史の旅する音楽」というシリーズが連載され、2回に渡り「島唄」の創作秘話が2005年8月22日と2005年9月1日の朝日新聞（朝刊）に掲載された。また、宮沢はニュース番組「NEWS ZERO」において、「沖縄戦があったことは知っていたが、集団自決やひめゆり学徒隊などのことを知らなかった。その無知だったことに対する怒りや、当時の軍事下の教育に対する疑問みたいなもので怒りがこみ上げて、地下のガマに残っている皆さんの魂を空に解放したいなみたいな思いがあって、東京で『島唄』を作った」と述べている。
島唄には琉球音階が用いられているが、サビ前の「地下壕で自決した」との意味が込められた部分は西洋音階である。これは、「彼らを自決させたのは日本（本土）であり、そう考えたら琉球音階はとても使えないと思った」と宮沢は述べている。

## THE BOOMの「島唄」と奄美・沖縄の「島唄」
「島唄」は、もともと奄美群島の民謡を指す言葉である。しかしTHE BOOMが沖縄のイメージの楽曲に「島唄」というタイトルを付けて大ヒットさせた為、「島唄」の語義が不正確になってしまったことを嘆く向きがある。一つは「島唄」＝「琉球民謡」として一般に知られたことにより、もともと奄美群島の民謡を指す言葉であった「島唄」という言葉が琉球民謡を指しても使われるようになったこと。これは狭義の「島唄」（奄美民謡）の担い手（唄者）と、琉球民謡の担い手との双方の一部にこのことを嘆く立場が存在する。もう一つは、「島唄」＝「THE BOOMの島唄」という認識が強くなってしまったことで、もともとあった伝統的な「島唄」の影が薄くなってしまったことである。
また、THE BOOMの「島唄」が全国的なヒットをしていた当時、沖縄県ではこの曲について批判的な意見も相次いだ。「本土の人間に『島唄』の名を安易に使ってもらいたくない」という地元新聞への投書があったほどである。しかし、この曲を三線で弾いてみたいという若者が増え、伝統民謡離れ対策になったという。

## バージョン
「島唄」のバージョンの詳細は以下を参照。
- 島唄
  - 1992年1月22日発売のアルバム「思春期」収録。
- 島唄（ウチナーグチ・ヴァージョン）
  - 1992年12月12日発表の9枚目のシングル。沖縄方言により当初は沖縄限定発売で、その後全国発売。
- 島唄（オリジナル・ヴァージョン）
  - 1993年6月21日発表の11枚目のシングル。THE BOOM最大のヒット作となる。アルバム「思春期」とは別ミックス。
- 島唄 2001
  - 2001年10月5日発表の25枚目のシングル。全体的にアレンジされたセルフカバー。
- 島唄 2002
- Shima-uta (acoustic) featuring IZZY
  - 2002年6月19日発売のアルバム「OKINAWA〜ワタシノシマ〜」収録。前者は2001のリミックス。後者は英語ver.
- 島唄 Shima Uta
  - 2002年5月22日発表の26枚目のシングル。オリジナル、ウチナーグチ、2001の他、アルフレッド・カセーロのカバーが収録。
- 島唄 (島唄20周年記念シングル)
- 島唄（シンフォニック・オーケストラver.）
  - 2013年3月20日発表の34枚目のシングル。オリジナルバージョン発売から20周年を記念したセルフカバーバージョン。

## カヴァーアーティスト
- 加藤登紀子（1993年、シングル『島唄』に収録。録音にはTHE BOOMも参加している。）
- Yami Bolo（シングル『Brothers Unite-島唄-』）
レゲエシンガーによる初の洋楽アーティストによるカバーとなっている。
「ミュージックステーション」に宮沢とのユニットMIYA & YAMIで初出演した後、ソロとして2度目の出演時に披露された。同日はTHE BOOMも出演しており、終盤のサビ前ではYAMIに呼ばれるように宮沢和史もサプライズ参加し共に歌い上げた。
- 九州男（ミニアルバム『こいが俺ですばい』に収録）
- 夏川りみ（アルバム『てぃだ 〜太陽・風ぬ想い〜』に収録）
- アンドリューW.K.（アルバム『一発勝負〜カヴァーズ』に収録）
- IZZY（英語版）（2001年、アルバム『アスコルタ』日本盤ボーナス・トラックとして英語で歌唱（曲名は「Shima-Uta」）。2002年、アルバム『NEW DAWN〜虹色の夜明け〜』日本盤ボーナス・トラック及びTHE BOOMのアルバム『OKINAWA〜ワタシノシマ〜』収録曲として宮沢和史と共演し日本語で歌唱）
IZZYが2000年にこの曲を知ったことがカバーのきっかけとなった[11]。
- 梁静茹（2003年、アルバム『恋愛的力量』に収録。中国語で歌唱しタイトルも『不想睡』と名付けられた。）
- SOTTE BOSSE（2006年、アルバム『Essence of life』に収録）
- SISTER KAYA（アルバム『たからもの』に収録）
- ダイアナ・キング（2010年、アルバム『Warrior Girl』日本盤ボーナストラックに収録）
- 樹里からん（2011年、アルバム『TORCH』ボーナストラックに収録。英語で歌唱しタイトルも『Shima-Uta』と名付けられた。）
- 上間綾乃（2017年） 我如古盛栄が新たに作詞し『島唄　南の四季』としてリリースされた。
- May J.
- 我如古より子（1998年、アルバム『あの海に帰りたい』に収録）
- 森恵（2020年、アルバム『COVERS 2 Grace of The Guitar+』に収録）
- Violinist SHOGO（2022年、アルバム『てぃーだ』に収録）